# اللجنة الأولمبية البريطانية
اللجنة الأولمبية البريطانية (بالإنجليزية: British Olympic Association)‏ هي اللجنة الأولمبية الوطنية في المملكة المتحدة تأسست عام 1905 ويقع مقرها في لندن في إنجلترا.

## روابط خارجية
- الموقع الرسمي للجمعية الأولمبية البريطانية